# Freudenberg Sealing Technologies

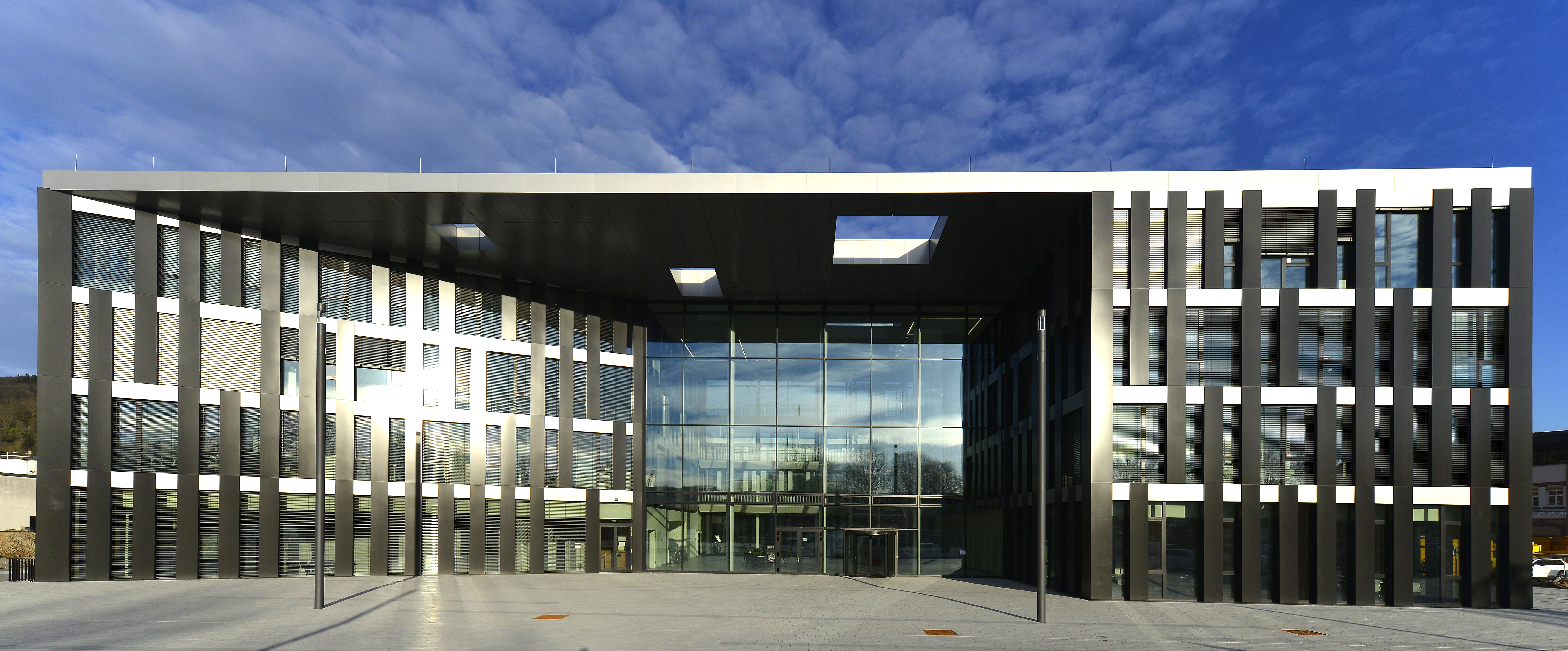
Firmenzentrale Freudenberg Sealing Technologies in Weinheim

Der Dichtungshersteller Freudenberg Sealing Technologies ist ein weltweit tätiger Zulieferer der Fahrzeug- und Automobilindustrie, der zivilen Luftfahrtindustrie, der Maschinen- und Schiffbauindustrie, der Lebensmittel- und Pharmaindustrie sowie der Land- und Baumaschinenindustrie. Das zur Freudenberg Gruppe gehörende Unternehmen erwirtschaftete im Jahr 2024 mit seinen 13.010 Mitarbeitern einen Umsatz von rund 2,5 Milliarden Euro.

## Geschichte

### Ursprung
1849 übernahmen Carl Johann Freudenberg und sein Partner Heinrich C. Heintze eine Gerberei in Weinheim. 1929 wurden erste Lederdichtungen für die Automobilindustrie hergestellt. 1932 entwickelte Walther Simmer als Mitarbeiter der Lederfabrik Carl Freudenberg einen neuartigen Radialwellendichtring mit einer Wurmfeder, der nach ihm „Simmerring“ benannt wurde. 1936 wird die Lederdichtlippe durch eine Elastomerdichtlippe ersetzt. Diese Weiterentwicklung wurde dann 1942 erstmals patentiert. Der Simmerring gilt als Synonym für Radialwellendichtringe und er spielt bis heute eine wesentliche Rolle im Dichtungsgeschäft von Freudenberg Sealing Technologies.
Zur Erschließung des japanischen Marktes schloss das Unternehmen 1960 im Bereich Dichtungstechnik eine Kooperation mit der in Tokio ansässigen Nippon Oil Seal Industry Company (NOK). 1973 erwarb Freudenberg eine Beteiligung an dem 1958 gegründeten brasilianischen Dichtungshersteller Rubrasil mit Sitz in São Paulo, der 1988 gemeinsam mit der japanischen NOK übernommen wurde.
1989 wurde das Dichtungsgeschäft in Amerika von Freudenberg und seinem japanischen Partner NOK in dem Gemeinschaftsunternehmen Freudenberg-NOK General Partnership zusammengeführt, um die Präsenz auf dem Markt für Dichtungen in den Vereinigten Staaten, Kanada und Mexiko zu erhöhen.
In China wurden 1995 in Changchun und in Wuxi erste Dichtungsfabriken gemeinsam mit der japanischen NOK unter dem Dach des neugegründeten Gemeinschaftsunternehmens NOK-Freudenberg Group China eröffnet.
1996 erfolgte die Gründung der Freudenberg Dichtungs- und Schwingungstechnik GmbH Co. KG im Rahmen einer Dezentralisierung der bisherigen Carl Freudenberg KG in eigenständige Teilkonzerne.
1997 wurde die Merkel Gruppe in Hamburg, spezialisiert auf Hydraulik-Dichtungen, und 1998 die Integral Akkumulatoren in Remagen, Hersteller von Druckspeichern für Hydraulik- und Pneumatik, übernommen.
Zum Ausbau des Geschäfts in Indien gründeten Freudenberg, NOK und der in Indien ansässige Automobilzulieferer Sigma im Jahr 2000 das Gemeinschaftsunternehmen Sigma Freudenberg NOK PVT. Ltd. (heute Freudenberg-NOK Pvt. Ltd.). 2003 wurde in der indischen Stadt Mohali eine gemeinsame Produktionsstätte für Dichtungen errichtet.
Im Jahr 2004 erwarb Freudenberg den in Wolfratshausen ansässigen Hersteller von mechanischen Gleitringdichtungen Burgmann Dichtungswerke mit 3.300 Mitarbeitern.

### Gründung
Die heutige Freudenberg Sealing Technologies GmbH & Co. KG entstand am 1. Mai 2011 als Umfirmierung der bisherigen Freudenberg Dichtungs- und Schwingungstechnik. Zeitgleich wurde das bis dahin eigenständige Gemeinschaftsunternehmen Freudenberg-NOK General Partnership (USA) in Freudenberg NOK Sealing Technologies umfirmiert und unter dem Dach der Freudenberg Sealing Technologies GmbH & Co. KG geführt.

### Entwicklung seit 2011
Im Jahr 2012 erwarb das Unternehmen 50 Prozent der Anteile der Schneegans Gruppe. Das auf Mehrkomponentenspritzguss-Produktionsverfahren spezialisierte Unternehmen firmiert seither unter Schneegans Freudenberg GmbH.
2014 wurden die bis dato unabhängigen Geschäftsgruppen Freudenberg Schwab Vibration Control (Schwingungstechnik für Schienenfahrzeuge) und Dichtomatik (Dichtungshandel) in die Geschäftsgruppe Freudenberg Sealing Technologies integriert. Im selben Jahr erwarb Freudenberg Sealing Technologies das Familienunternehmen Tobul Accumulator Inc., ein Entwickler und Hersteller hydraulischer Akkumulatoren mit Hauptsitz in Bamberg, South Carolina, USA. Im September 2015 übernahm Freudenberg Sealing Technologies Ludowici Sealing Solutions, einen australischen Anbieter von hydraulischen und pneumatischen Dichtungen. Freudenberg Sealing Technologies will nach eigenen Angaben dadurch sein Vertriebsnetzwerk für Dichtungslösungen im Industriebereich und im automobilen Ersatzteilgeschäft in Australien stärken.
Das auf schwingungstechnische Lösungen für Schienenfahrzeuge spezialisierte Tochterunternehmen Schwab Vibration Control wurde im Oktober 2016 an Trelleborg AB verkauft. Im Juli 2017 übernahm Freudenberg Sealing Technologies den britischen Hersteller von Membranen und Dichtungslösungen Metflex Precision Mouldings.
Zu Beginn des Jahres 2018 übernahm Freudenberg Sealing Technologies Teile des Brennstoffzellen-Herstellers Elcore und seiner Schwester-Gesellschaft Elcomax mit Sitz in München. Im Frühjahr 2018 erwarb das Unternehmen 31 Prozent der Anteile an dem US-amerikanischen Hersteller für großformatige Lithium-Ionen-Batteriezellen, -Module und -Systeme XaltEnergy mit über 140 Mitarbeitern und Sitz in Midland, Michigan. Im Februar 2019 wurden diese Anteile auf eine Mehrheitsbeteiligung aufgestockt. Im September 2019 kündigten Flixmobility und Freudenberg Sealing Technologies an, bis spätestens Anfang 2022 dreißig Busse testweise mit Brennstoffzellentechnologie von Freudenberg auszustatten. Die Großserienfertigung der Technik solle nach 2024 erfolgen. Bei Kreuzfahrtschiffen kooperiert Freudenberg unter anderem mit AIDA Cruises und der Meyer Werft im Projekt Pa-X-ell2, in dessen Rahmen ab 2021 die AIDAnova mit Brennstoffzellen betrieben werden soll.
Ende März 2022 kündigte Freudenberg an, alle Geschäfte mit Batterien und Brennstoffzellensystemen in einer eigenen Geschäftsgruppe der Freudenberg Gruppe zu bündeln. Dazu zählen auch die Aktivitäten von Freudenberg Sealing Technologies in diesem Bereich.

## Struktur
Das Unternehmen ist in 60 Ländern an mehr als 120 Standorten weltweit präsent. In Nord- und Südamerika sowie in China, Indien und Japan betreibt Freudenberg Sealing Technologies gemeinsam mit der NOK Corporation entsprechende Standorte.
Die Tochtergesellschaft Corteco beliefert im Automobilersatzteilmarkt freie Werkstätten sowie den Ersatzteilhandel mit Dichtungen und Innenraumfiltern. Unter der Marke Dichtomatik vertreibt Freudenberg Sealing Technologies Dichtungsprodukte für weniger anspruchsvolle Anwendungen der allgemeinen Industrie.

### Europa
Das Unternehmen beschäftigt in Europa rund 8.000 Mitarbeiter. Seine 22 Produktionsstandorte in Europa unterhält das Unternehmen in Deutschland, Estland, Frankreich, Großbritannien, Italien, Österreich, Schweiz, Spanien, Tschechien, Türkei und Ungarn. Neben dem Unternehmenssitz in Weinheim hat das Unternehmen in Deutschland Vertriebsstandorte in Hirschberg, Hamburg und Schwalmstadt.

### Amerika
Freudenberg Sealing Technologies ist in Nord- und Südamerika als Freudenberg-NOK Sealing Technologies vertreten. Das Unternehmen hat seinen Sitz in Plymouth, Michigan und stellt Dichtungs- und Elastomerverbundteile her. Das Unternehmen beschäftigt an 23 Produktions-, Forschungs- und Verkaufsstandorte in den Vereinigten Staaten, Kanada, Mexiko, Brasilien und Malaysia rund 5.200 Mitarbeiter (2016).

### Asien
Freudenberg Sealing Technologies agiert auf dem asiatischen Markt mit der NOK-Freudenberg Group China und Freudenberg NOK, Indien. Die NOK-Freudenberg Group China ist ein Joint Venture zwischen Freudenberg in Deutschland und der NOK Corporation in Japan mit Standorten in Peking, Changchun, Chongqing, Guangzhou, Hefei, Hongkong, Shanghai, Taicang, Tianjin, Wuhan und Wuxi. Das Unternehmen beschäftigt rund 3.000 Mitarbeiter (2016) in China.
Mit dem Joint Venture Freudenberg NOK Pvt. Ltd. bedient Freudenberg Sealing Technologies Märkte auf dem indischen Subkontinent. Das Unternehmen beliefert Fahrzeughersteller, indische Joint-Venture-Partner von internationalen Automobilherstellern und deren Zulieferer.

## Auszeichnungen
Für die Entwicklung eines neuen Verfahrens zur Produktion metallischer Stützringe, das gegenüber herkömmlichen Verfahren 73 % Stahl und dementsprechend CO2 einspart, wurde Freudenberg Sealing Technologies 2011 mit dem Deutschen Innovationspreis und dem Innovationspreis für Klima und Umwelt (IKU) in der Kategorie „Umweltfreundliche Technologien“ ausgezeichnet. Statt des bisher üblichen Ausstanzens der Stützringe werden in der neu entwickelten Anlage Schmalbänder zu Ringen geformt und per Laser abgetrennt sowie verschweißt.